# Medvedev-Sponheuer-Karnik-schaal
De Medvedev-Sponheuer-Karnik-schaal, ook de MSK of MSK-64 genoemd, is een macroseismische intensiteitsschaal gebruikt voor het meten van de ernst van het schudden van de grond op basis van de waargenomen effecten in de omgeving van de aardbeving.
De schaal is gebaseerd op de Schaal van Mercalli en werd voor het eerst voorgesteld door Sergei Medvedev (Sovjet-Unie), Wilhelm Sponheuer (Duitse Democratische Republiek), en Vít Kárník (Tsjecho-Slowakije) in 1964.  
| I. Niet voelbaar               | Niet voelbaar, alleen geregistreerd door seismograaf. Geen effect op voorwerpen. Geen schade aan gebouwen.                                                             |
| II. Nauwelijks voelbaar        | Gevoeld door personen in rust. Geen effect op voorwerpen. Geen schade aan gebouwen.                                                                                    |
| III. Zwak voelbaar             | Door sommigen gevoeld binnen. Hangende voorwerpen bewegen zachtjes. Geen schade aan gebouwen.                                                                          |
| IV. Door velen gevoeld         | Door velen binnen gevoeld en door zeer weinigen buiten. Enkelen worden wakker. Hangende voorwerpen bewegen. Geen schade aan gebouwen.                                  |
| V. Vrij sterk                  | Door de meesten binnen gevoeld en door enkele buiten. Velen worden wakker. Lichte schade aan slecht gebouwde gebouwen.                                                 |
| VI. Sterk                      | Door de meesten binnen gevoeld en door velen buiten. Zichtbare schade aan metselwerk en lichte barsten in pleisterwerk.                                                |
| VII. Zeer sterk                | Sommigen verliezen evenwicht. Voorwerpen vallen van planken. Aanzienlijke schade aan oudere gebouwen.                                                                  |
| VIII. Zware schade             | Velen vinden het moeilijk om recht te blijven staan, zelfs buiten. Meubels kunnen vallen. Oudere gebouwen kunnen gedeeltelijk instorten of aanzienlijke schade lijden. |
| IX. Verwoestend                | Algemene paniek. Mensen kunnen op de grond worden geworpen. Aanzienlijke schade aan goed geconstrueerde gebouwen.                                                      |
| X. Buitengewoon verwoestend    | Metselwerk gebouwen vernietigd. Grondverplaatsing en scheuren in de aarde.                                                                                             |
| XI. Catastrofaal               | Meeste gebouwen storten in. Tsunami's. Grote grondverplaatsingen. |
| XII. Buitengewoon catastrofaal | Alle structuren volledig vernietigd. Landschappen en ligging rivieren veranderen. Tsunami's.                                                                           |